# Henryk Sorbom

Herb rodziny Sorbomów jest elementem herbu Biskupca

Henryk Sorbom, także Soerbom (ur. ok. 1340 w Elblągu, zm. 12 stycznia 1401 w Lidzbarku Warmińskim) – biskup warmiński.

## Życiorys
Pochodził z Elbląga. Studiował na Uniwersytecie w Pradze, był sekretarzem cesarza Karola IV. 5 września 1373 został mianowany biskupem warmińskim. W odróżnieniu od normalnej procedury, która przewidywała wybór biskupa przez kapitułę warmińską, Sorbom został mianowany przez papieża, ponieważ jego poprzednik, Jan Stryprock, zmarł w stolicy chrześcijaństwa (w tym przypadku w Awinionie). Jego nominacji sprzeciwiał się zakon krzyżacki.
Dbał o rozwój życia kościelnego w diecezji. Przeprowadzał synody, zachowały się statuty synodalne wydane przez niego w 1395. Kładł w nich nacisk na umacnianie wiary ludności pruskiej, która w jego przekonaniu przyjęła chrześcijaństwo jedynie powierzchownie (m.in. Prusowie nie uczestniczyli gromadnie w nabożeństwach, delegowali jedynie swych przedstawicieli); jedną z metod motywacyjnych zarządzonych przez biskupa była grzywna.
W odróżnieniu od poprzedników współpracował z Krzyżakami. Ulegał m.in. w końcowej fazie procesu o terytorium, zakończonego przejęciem przez zakon około sześciu tysięcy łanów. W 1396 skorzystał ze zbrojnej pomocy krzyżackiej przy tłumieniu rewolty mieszkańców biskupiego Braniewa, którzy odmówili mu posłuszeństwa.
Ukończył budowę katedry we Fromborku; lokował dwa ostatnie miasta dóbr biskupich – Bisztynek (1385) i Biskupiec (1395). Otrzymał dla siebie i swoich następców tytuł księcia Cesarstwa Rzymskiego.
Kolejnym biskupem warmińskim został Henryk Vogelsang.